# Dortmunder Modell Bauwesen
Das Dortmunder Modell Bauwesen verkörpert das in Deutschland einzigartige gemeinsame Ausbildungskonzept für Architektur und Bauingenieurwesen der TU Dortmund seit Gründung der Fakultät Architektur und Bauingenieurwesen im Jahre 1974. Maßgebliche Ideengeber und Gründungsväter dieses Reformmodells waren der 2008 verstorbene Architekt Harald Deilmann und der Ingenieur Stefan Polónyi. Die Gründung der Fakultät erfolgte in der Absicht, die seit dem ausgehenden 19. Jahrhundert getrennten Ausbildungswege für Architektinnen/Architekten und Bauingenieurinnen/Bauingenieure wieder zusammenzuführen und in der gemeinsamen Ausbildung, insbesondere in der Projektarbeit, ein möglichst realistisches Abbild der Baupraxis zu generieren.
In beiden Fachgebieten entwickeln sich die Berufsbilder und Anforderungen weiter, so dass sich planerische Arbeit für Bauprojekte in Architektur und Bauingenieurwesen zunehmend separieren. Dadurch entsteht die Gefahr, dass der planerische Gesamtprozess nur noch stufenweise stattfindet und sich Rückkopplung zwischen den Disziplinen erschwert oder verbietet. Heutige Bauaufgaben sind aber i. d. R. so komplex, dass starke Interaktion notwendig und vorteilhaft ist. Die fachübergreifende Zusammenarbeit von Architektinnen/Architekten und Bauingenieurinnen/Bauingenieuren ist daher schon im Studium sinnvoll. Es zielt darauf ab, die Studierenden über das eigene Fachgebiet blicken zu lassen, eine gemeinsame Fachsprache zu vermitteln und die planerischen Aufgaben im Bauwesen als kooperative Aufgabe zu definieren.
Das Dortmunder Modell Bauwesen knüpft damit gedanklich an das Berufsbild des früheren Baumeisters an, der durch seine Gesamtkompetenz sowohl architektonische als auch ingenieurmäßige Belange bei der Lösung einer Bauaufgabe berücksichtigen konnte. Als integriertes Ausbildungssystem soll das Dortmunder Modell Bauwesen die beiden Fachbereiche vernetzten sowie Weiterentwicklung von Forschung und Lehre interdisziplinär fördern.